# Live at Wembley '86
Live at Wembley '86 es el tercer álbum en vivo de la banda de rock Queen, publicado como doble disco CD el 26 de mayo de 1992.
El concierto fue grabado el 12 de julio de 1986 durante el Magic Tour en el Estadio de Wembley en Londres, Inglaterra, y lanzado el 26 de mayo de 1992. 
En junio de 2003 se lanzó en formato DVD. El álbum fue relanzado en un CD doble remasterizado en agosto de 2003 en los Estados Unidos.

## Lista de canciones

### Disco uno
1. "One Vision" (Roger Taylor) – 5:50
2. "Tie Your Mother Down" (Brian May) – 4:06
3. "In the Lap of the Gods... Revisited" (Freddie Mercury) – 2:44
4. "Seven Seas of Rhye" (Freddie Mercury) – 1:19
5. "Tear It Up" (Brian May)
6. "A Kind of Magic" (Roger Taylor) – 5:10
7. "Under Pressure" (Queen), (David Bowie) – 3:41
8. "Another One Bites the Dust" (John Deacon) – 4:54
9. "Who Wants to Live Forever" (Brian May) – 5:17
10. "I Want to Break Free" (John Deacon) – 3:34
11. "Impromptu" (Queen) – 2:55
12. "Brighton Rock Solo" (Brian May) – 9:11
13. "Now I'm Here" (Brian May) – 6:19

### Disco dos
1. "Love of My Life" (Mercury) – 4:50
2. "Is This the World We Created...?" (Mercury, May) – 2:59
3. "(You're So Square) Baby I Don't Care" (Jerry Leiber, Mike Stoller) – 1:34
4. "Hello Mary Lou (Goodbye Heart)" (Gene Pitney) – 1:24
5. "Tutti Frutti" (Little Richard, Dorothy LaBostrie) – 3:23[1]
6. "Gimme Some Lovin'" (Steve Winwood, Spencer Davis, Muff Winwood) – 0:55
7. "Bohemian Rhapsody" (Mercury) – 5:50
8. "Hammer to Fall" (May) – 5:36
9. "Crazy Little Thing Called Love" (Mercury) – 6:30
10. "Big Spender" (Dorothy Fields, Cy Coleman) – 1:07
11. "Radio Ga Ga" (Taylor) – 5:57
12. "We Will Rock You" (May) – 2:46
13. "Friends Will Be Friends" (Mercury, Deacon) – 2:08
14. "We Are the Champions" (Mercury) – 4:05
15. "God Save the Queen" (arr. May) – 1:27

## Bonus tracks de 2003 Hollywood Records remaster
1. "A Kind of Magic (Live July 11, 1986 at Wembley Stadium, London)"
2. "Another One Bites the Dust (Live July 11, 1986 at Wembley Stadium, London)"
3. "Crazy Little Thing Called Love (Live July 11, 1986 at Wembley Stadium, London)"
4. "Tavaszi szél vízet áraszt (Live July 27, 1986 at Nepstadion, Budapest, Hungary)"z